# Tarkwa
Tarkwa es una ciudad de la región Occidental de Ghana. En marzo de 2000 tenía una población censada de 30 631 habitantes.
Se encuentra ubicada al suroeste del país, cerca de los ríos Ankobra, Pra y Tano, de la costa del golfo de Guinea y de la frontera con Costa de Marfil.